# 上海張江高新技術産業開発区
上海張江高新技術産業開発区（簡体字：上海张江高新技术产业开发区、張江ハイテクパーク、Zhangjiang High Technology Park）は、中国の上海市浦東新区にある国家級高新技術産業開発区の一部である。

## 概要
- 1992年7月 - 設立。
- 1999年8月 - 上海市共産党委員会、上海市政府が当地をバイオテクノロジー、情報技術拠点とすることを決定。
- 2005年9月 - 中華人民共和国国家発展改革委員会は国家発改委公告2005年第56号の中で国家級高新技術産業開発区として上海高新技術産業開発区（張江高科技園区、上海漕河涇新興技術開発区、上海大学科技園、中国紡織国際科技産業城、金橋現代科技園、嘉定民営科技密集区）として批准（1991年3月）した。これにより外国籍企業の進出時に受けられる税制優遇が国家によって認められた。
- 2015年 - 張江高科技園区は上海自由貿易試験区の一部に編入された。
- 域内の街路の多くには、アイザック・ニュートンや祖沖之、エドモンド・ハレーといった東西の科学者に因んだ名前が付けられている。